# Dionýz Ignác Staneti

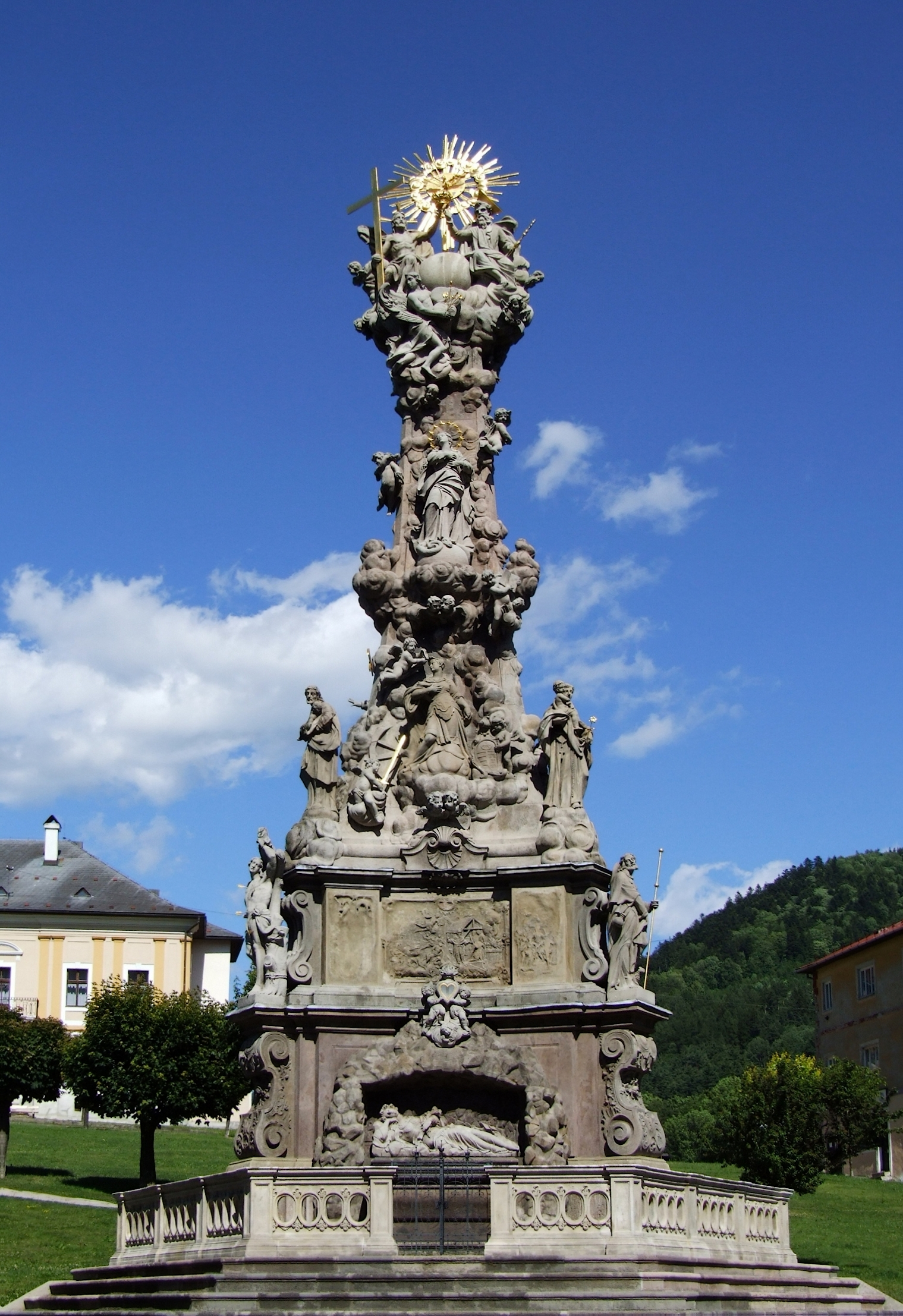
Morový Trojičný sloup v Kremnici z let 1765 - 1772 je Stanetiho posledním dílem

Dionýz Ignác Staneti (také Stanetti, Stanetius) (2. března 1710, Dolní Benešov – květen 1767, Kremnica) byl slezský barokní sochař, činný na území středního Slovenska.

## Život
Biografické data z jeho mládí jsou neúplné. Vzhledem k jeho jménu se mu původně přisuzoval italský původ a jeho dílo se spojovalo s dílem jeho jmenovce, vídeňského dvorského sochaře Johanna Stanettiho (1663 - 1725). Na základě uměleckohistorického bádání se ví, že se narodil v Dolním Benešově nedaleko Opavy jako jeden ze tří synů kapitána Jana Pavla Stanetiho, hospodářského správce místního panství, a Zuzany, rozené Cigfirstovej (jeho bratři Anton a František také byli sochaři). Umělecké vzdělání nabyl pravděpodobně v Rakousku a Slezsku.
První věrohodný údaj o jeho působení na Slovensku pochází z roku 1741 v souvislosti s pracemi v piaristickém Kostele Nejsvětější Trojice a Nanebevzetí Panny Marie v Prievidzi, během nichž navázal dlouholetou plodnou spolupráci s vídeňským malířem, usazeným v nedaleké Banské Štiavnici, Antonem Schmidtem.
V roce 1745 se definitivně usadil v Kremnici, kde se také v témže roce oženil (s manželkou Terezou, rod. Gürtlerovou, měl pět dětí). Získal městské občanství a časem zde založil sochařskou dílnu.

## Dílo
Stanetiho dílně jsou připisovány sochy v kostelích a kaplích unikátní Kalvárie v Banské Štiavnici, realizované v letech 1745 - 1751.
Stanetiho dílem jsou dále kamenné sochy v nikách na průčelí a boční fasádě kostela jakož i dřevěné sochy impozantního hlavního oltáře z roku 1753 s figurální skupinou Panny Marie mezi anděly, vypouštěné k Nejsvětější Trojici na nebesích.
V letech 1761 - 1767 se podílel na výzdobě interiéru dnes již zaniklého Kostela Blahoslavené Panny Marie v Kremnici (kostel byl v roce 1880 pro poruchy statiky zbourán). Z kostela se zachovaly zbytky oltářní výzdoby: šestadvacet dřevěných pozlacených soch andělů a světců je dnes umístěných v Muzeu mincí a medailí.
K Stanetiho vrcholným dílům patří sochařská výzdoba dvou unikátních památek na středním Slovensku -trojičním sloupu v Banské Štiavnici a trojičním sloupu v Kremnici.
V letech 1755 - 1762 postavili na dnešním Náměstí svaté Trojice v Banské Štiavnici sloup na památku morové epidemie v roce 1710. Jeho trojbokou baldachýnovou architekturu podle návrhu kremnického stavitele Ignáce Petra Götze, se sochou Immaculaty uprostřed, patronů a sousoším Nejsvětější Trojice na vrcholu, realizoval Dionýz Staneti ve spolupráci s kamenickým mistrem Karlem Holzknechtom (předlohou k ztvárnění tohoto sloupu se stal morový sloup ve městě Krems an der Donau).
Na výzvu městského magistrátu v Kremnici předložil v roce 1765 rozpočet na zhotovení monumentálního morového sloupu, kterým město plánovalo dotvořit hlavní městské náměstí (od roku 1710 zde stál menší sloup na památku morové epidemie, který byl však převezen do nedaleké Horní Vsi). Městská rada přizvala ke spolupráci se stanete zkušeného rakouského sochaře Martina Vōgerleho († 1770) (Vōgerl je mimo jiné autorem mariánského sousoší před vstupem do Nitranského hradu z roku 1750 a mariánského sloupu v dolnorakouském Hainburgu, považovaného za nejkrásnější rokokový sloup v této spolkové zemi). Současně Staneti městské radě předložil výtvarný návrh sloupu, jehož vzorem mu byl vídeňský morový sloup postavený v roce 1679 na dnešní ulici Graben. Dokončení díla se však ani Staneti ani Vōgerle nedožili.

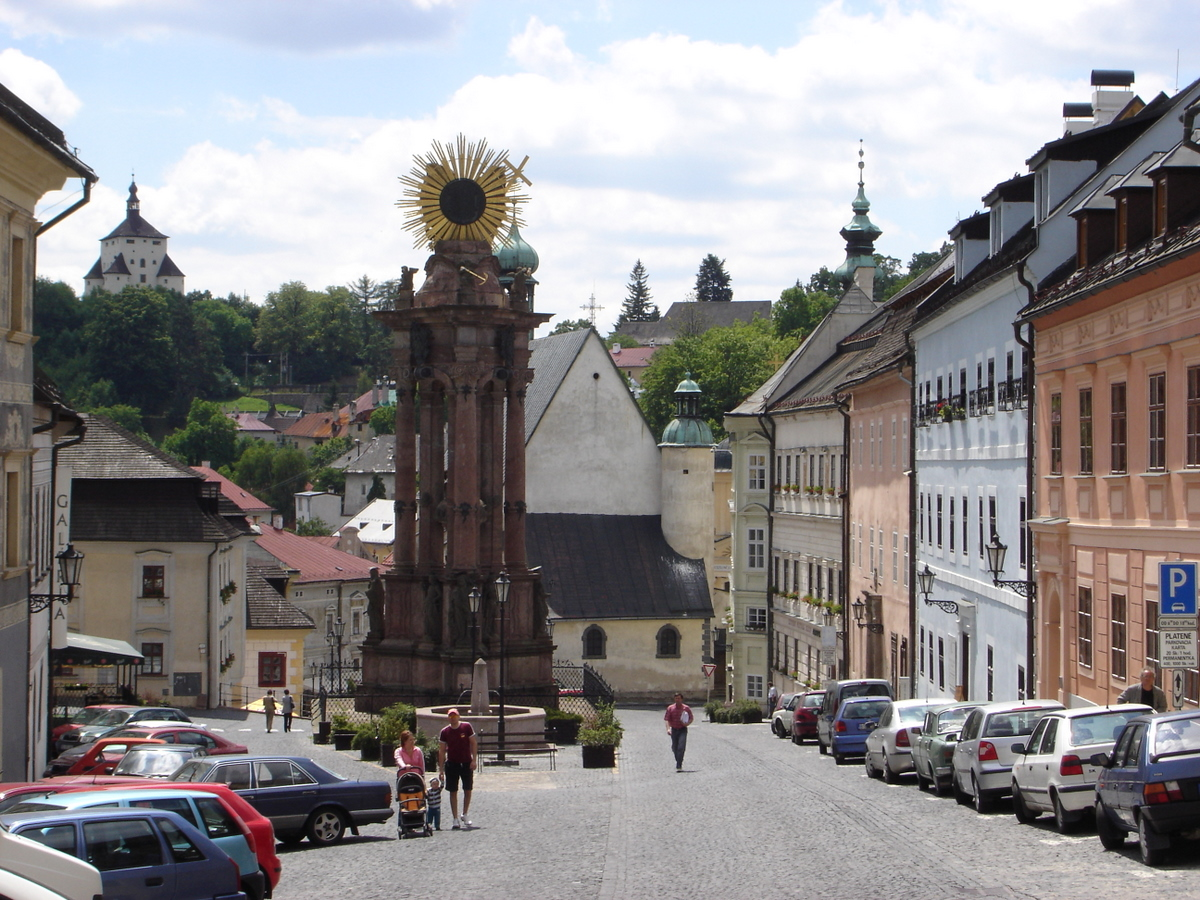
Náměstí svaté Trojice v Banské Štiavnici s morovým sloupem z r. 1755 - 1762

O mimořádné umělecké plodnosti Dionýsa Ignáce Stanetiho svědčí navíc řadu dalších prací nezanedbatelné umělecké hodnoty: oltář v kostele svatého Michala Archanděla v Sebechleby z roku 1754, v témže roce se zúčastnil výtvarném dotváření interiéru klášterního kostela hieronymitánov v Štiavnické Bani, v roce 1756 vytvořil sochy pro oltář sv. Kříže v kostele Nanebevzetí Panny Marie v Banské Štiavnici, socha sv. Floriána ve Svatém Kříži (dnešní Žiar nad Hronom) z roku 1759, sochařská díla v kostelech v Nitranském Pravně, Nové Bani, Hodruši-Hamrech a i. Přisuzují se mu také díla v kostele ve Svätém Antonu a na Kalvárii v Hliníku nad Hronom.
Dodnes obdivované a uznávané dílo Dionýsa Ignáce Stanetiho, vycházející z vídeňské sochařské školy, ale mnohem výše hodnocené, našlo svých pokračovatelů. Kolem Stanetiho a Vōgerleho se utvořil široký okruh spolupracovníků, z nichž nejznámějšími umělci známými podle jména byli Anton Mayer a Jozef Jenitzer.